# Ella and Louis
Ella and Louis es un álbum de estudio de Ella Fitzgerald y Louis Armstrong, acompañados por el cuarteto de Oscar Peterson. Habiendo colaborado antes a fines de 1940 para el sello Decca, este es el primero de tres álbumes en los cuales Fitzgerald y Armstrong grabaron juntos para Verve Records.

## El álbum
Norman Granz, el fundador del sello Verve, seleccionó once baladas para Fitzgerald y Armstrong, principalmente tocadas en tiempo lento. 
El éxito de Ella and Louis fue replicado por Ella and Louis Again y Porgy and Bess. Los tres fueron lanzados como The Complete Ella Fitzgerald & Louis Armstrong on Verve.
Verve lanzó el álbum también como uno de los primeros en Super Audio Compact Disc (SACD).

## Recepción
Mientras trabajaba para Allmusic, el crítico musical Scott Yanow escribió del álbum "Ella Fitzgerald y Louis Armstrong hacen un encantador equipo en este álbum... este es principalmente un compilado vocal con énfasis en interpretaciones de buen gusto en baladas."
Jasen y Jones llamaron al compilado "el pináculo del canto popular".
The Penguin Guide to Jazz compilado por Richard Cook y Brian Morton, calificaron al álbum con cuatro estrellas.

## Lista de canciones
Para el álbum de 1957 editado por Verve , Verve V-4003 
Relanzado por PolyGram-Verve en Cd en 1989: Verve-PolyGram 825 373-2.
Lado Uno:
1. "Can't We Be Friends?" (Paul James, Kay Swift) – 3:45
2. "Isn't This a Lovely Day?" (Irving Berlin) – 6:14
3. "Moonlight in Vermont" (John Blackburn, Karl Suessdorf) – 3:40
4. "They Can't Take That Away from Me" (George Gershwin, Ira Gershwin) – 4:36
5. "Under a Blanket of Blue" (Jerry Livingston, Al J. Neiburg, Marty Symes) – 4:16
6. "Tenderly" (Walter Gross, Jack Lawrence) - 5:05

Lado Dos:
1. "A Foggy Day" (G. Gershwin, I. Gershwin) – 4:31
2. "Stars Fell on Alabama" (Mitchell Parish, Frank Perkins) – 3:32
3. "Cheek to Cheek" (Berlin) – 5:52
4. "The Nearness of You" (Hoagy Carmichael, Ned Washington) – 5:40
5. "April in Paris" (Vernon Duke, Yip Harburg) – 6:33

## Personal
- Louis Armstrong - voz, trompeta
- Ella Fitzgerald - voz
- Ray Brown - contrabajo
- Herb Ellis - guitarra
- Oscar Peterson - piano
- Buddy Rich - batería

- Val Valentin - ingeniero de grabación
- Phil Stern - fotógrafo

## Posicionamiento en lista
| Gráfica (2022)                | Pico de posición |
| ----------------------------- | ---------------- |
| Alemania (Offizielle Top 100) | 66               |